# 英格伯·漢普汀克
英格伯·漢普汀克（Engelbert Humperdinck，1936年5月2日—），出生於英屬印度馬德拉斯，为英國流行歌手。因歌曲「Release Me」、「The Last Waltz」、「After the Lovin'」、「A Man Without Love」、「Quando, Quando, Quando」、「Love Me With All Of Your Heart」等被人熟知。2012年3月1日，英國廣播公司宣布，漢普汀克代表英國參加2012歐洲歌唱大賽決賽，在2012年5月26日在亞塞拜然的巴庫舉行，決賽後，不幸僅以12分拿到25名（倒數第二名）。